# Tara Abboud
Tara Abboud (née en 2001) est une actrice jordano-palestinienne.

## Biographie
Tara Abboud est née en 2001 à Amman, en Jordanie. Elle commence sa carrière d'actrice à l'âge de 8 ans avec des courts métrages. Elle fait ses premiers pas dans l'industrie du cinéma grâce à Dina Ra'ad-Yaghnam, une de ses tantes actrice, qui l'inscrit pour apparaître dans des courts-métrages étudiants et l'encourage à devenir comédienne,. Tara Abboud joue alors dans des films de fin d'étude réalisés par des réalisateurs du Red Sea Institute for Cinematic Arts. Elle figure notamment dans les films From Behind The Door de Motaz Matar et Log In de Tima Shomali.
En 2009, elle joue son premier rôle principal dans le court métrage Princess Of The Mountains d'Amjad Al-Rasheed,.
En 2019, Tara Abboud interprète un rôle principal dans la série télévisée jordanienne Oboor, aux côtés de Saba Moubarak. En 2020, Tara Abboud est nommé comme l'une des Screen International's Arab Stars of Tomorrow.
En 2021, alors en première année d'étude de médecine à Amman, Tara Abboud incarne Amira dans le film éponyme, réalisé par Mohamed Diab. Le film remporte le prix Lanterna Magica et le prix Interfilm, des récompenses annexes au 78e festival international du film de Venise,. Le film est également nommé pour le prix Orizzonti du meilleur film à la Mostra de Venise. Le film Amira est sélectionné comme candidature de la Jordanie aux Oscars, mais est retiré par la Jordanian Royal Film Commission après des réactions négatives face au scénario controversé du film, dans lequel Amira, incarné par Tara Abboud, découvre qu'elle a été conçue à partir du sperme de contrebande d'un gardien de prisonnier israélien plutôt que celui de son père palestinien emprisonné.
En 2022, Tara Abboud incarne Noor dans le film Rebel, diffusé en première mondiale lors de la 75eédition du Festival de Cannes.
En 2023, Tara Abboud interprète Azar Mizouni dans la série Culprits, diffusée par Disney+ Star, aux côtés de Gemma Arterton, Eddie Izzard, Kirby Howell-Baptiste, Kevin Vidal et Niamh Algar,.
En février 2024, Tara Abboud incarne Sarah dans la saison 2 de la série AlRawabi School for Girls diffusée sur Netflix.

## Vie privée
Tara Abboud possède des compétences en danse, en chant et au piano. Elle est ballerine depuis plus de 14 ans.

## Filmographie

### Cinéma

#### Court métrage
- 2009 : Princess of the Mountains de Amjad Al Rasheed

#### Longs métrages
- 2021 : Amira de Mohamed Diab : Amira
- 2022 : Rebel d'Adil El Arbi et Bilall Fallah : Noor

### Télévision

#### Séries télévisées
- 2019 : Oboor
- 2023 : Culprits : Azar Mizouni
- 2024 : AlRawabi School for Girls : Sarah (saison 2)